# Tonny de Jong
Tonny de Jong (ur. 17 lipca 1974 w Scharsterbrugu) – holenderska łyżwiarka szybka, wielokrotna medalistka mistrzostw świata i Europy oraz zdobywczyni Pucharu Świata.

## Kariera
Pierwszy sukces w karierze Tonny de Jong osiągnęła w 1995 roku, kiedy zdobyła brązowy medal podczas mistrzostw Europy w Heerenveen. W zawodach tych wyprzedziły ją jedynie Niemka Gunda Niemann oraz kolejna Holenderka, Annamarie Thomas. Na rozgrywanych dwa lata później mistrzostwach Europy w Heerenveen zdobyła złoto, wyprzedzając bezpośrednio Niemann i swą rodaczkę, Barbarę de Loor. Miesiąc później zajęła trzecie miejsce podczas wielobojowych mistrzostw świata w Nagano. Lepsze okazały się Niemki Gunda Niemann i Claudia Pechstein. Kolejne medale wywalczyła w 1999 roku, rozpoczynając od zwycięstwa na mistrzostwach Europy w Heerenveen. Na dystansowych mistrzostw świata w Heerenveen zdobyła srebrny medal na dystansie 3000 m, rozdzielając Niemann i Pechstein. Na tych samych mistrzostwach wywalczyła również brązowe medale w biegach na 1500 i 5000 m. Ponadto na rozgrywanych w tym samym roku wielobojowych mistrzostwach świata w Hamar była trzecia, plasując się za Niemann-Stirnemann i Pechstein. Ostatni medal zdobyła podczas dystansowych mistrzostw świata w Nagano w 2000 roku, zajmując trzecie miejsce w biegu na 5000 m. Na tych mistrzostwach była też czwarta w biegu na 3000 m, przegrywając walkę o medal z Maki Tabatą z Japonii. Wielokrotnie stawała na podium zawodów Pucharu Świata, odnosząc przy tym siedem zwycięstw. Najlepsze wyniki osiągała w sezonie 1996/1997, kiedy zwyciężyła w klasyfikacji końcowej 3000/5000 m a w klasyfikacji 1500 m była druga. Ponadto w sezonie 1998/1999 zajęła trzecie miejsce w klasyfikacji 1500 m. W 1994 roku brała udział w igrzyskach olimpijskich w Lillehammer, zajmując między innymi dziesiąte miejsce w biegu na 1500 m. Na rozgrywanych cztery lata później igrzyskach w Nagano była piąta na dystansie 5000 m. Brała również udział w igrzyskach olimpijskich w Salt Lake City, gdzie była piąta w biegu na 3000 m oraz siódma na dystansach 1500 i 5000 m. W 2002 roku zakończyła karierę.
Jej mężem jest były kanadyjski panczenista, Mark Knoll.